# میتسونوری مائه‌ساوا
میتسونوری مائه‌ساوا (ژاپنی: 前沢 光徳؛ زادهٔ ۲۰ دسامبر ۱۹۶۷) یک بازیکن فوتبال اهل ژاپن است.
از باشگاه‌هایی که در آن بازی کرده‌است می‌توان به باشگاه فوتبال جف یونایتد چیبا اشاره کرد.